# May B
May B est une pièce chorégraphique de Maguy Marin créée le 4 novembre 1981 au Théâtre municipal d'Angers, inspirée des textes de Samuel Beckett,. Elle se rattache au mouvement de la danse-théâtre. 

## Historique
Maguy Marin a créé cette chorégraphie en 1981 en s'inspirant de ses lectures de textes de Samuel Beckett, et après leur rencontre. 
Elle est écrite pour dix interprètes (cinq hommes et cinq femmes), grimés d'argile sur le visage pour leur donner un aspect sale, malade, loqueteux. Les musiques de scène (Franz Schubert, Gilles de Binche, Gavin Bryars) viennent rythmer la pièce, par ailleurs muette à l'exception d'une réplique issue d'une pièce de Beckett et de quelques onomatopées qui viennent appuyer la danse. 

## Représentations (non exhaustif)
- France, Angers, Théâtre municipal
- France, Paris, Théâtre du Rond-Point[7]
- France, Vesoul, Théâtre Edwige-Feuillère, le 5 février 2015[8]
- France, Amiens, Maison de la culture, le 29 avril 2016

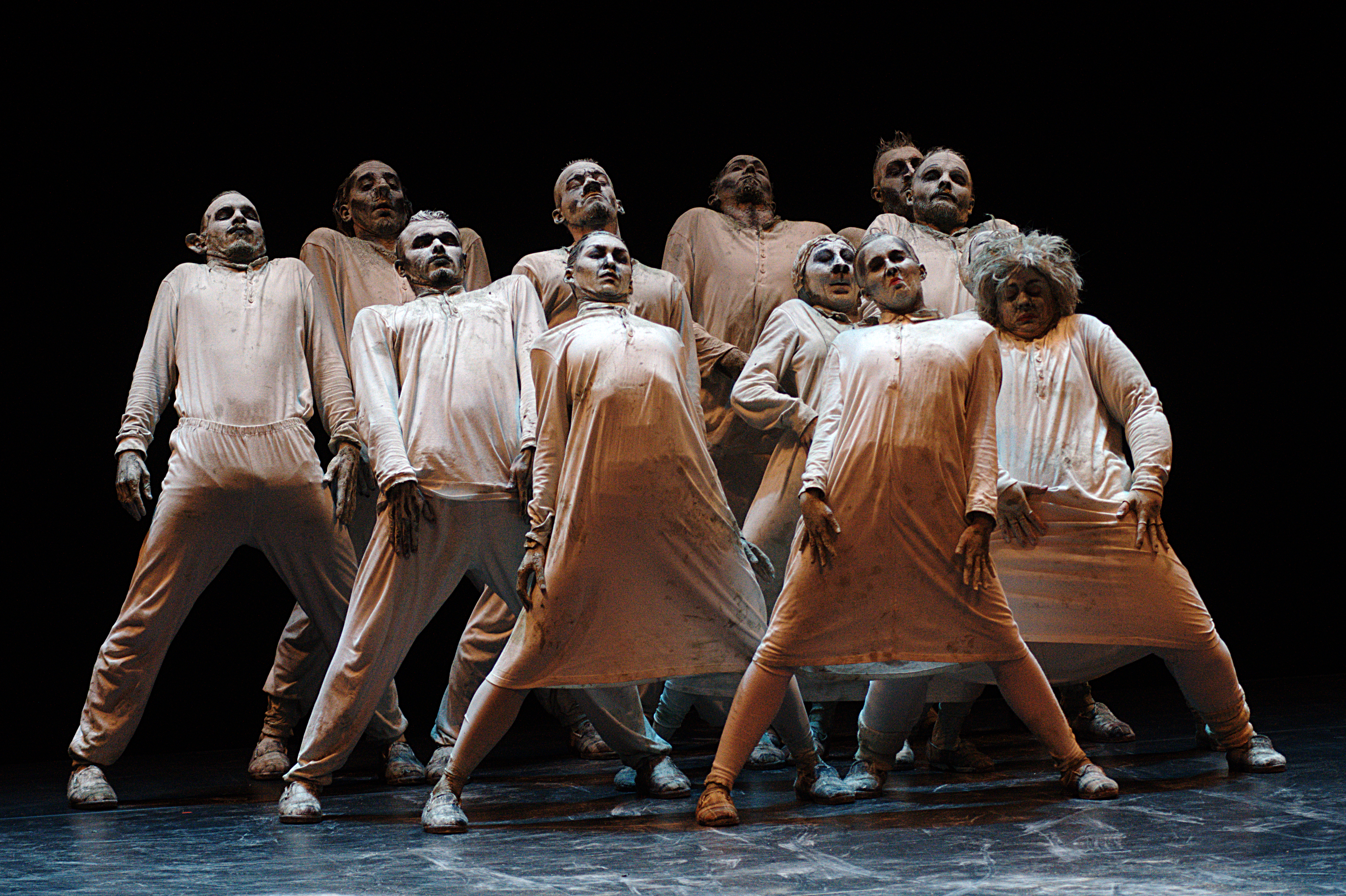
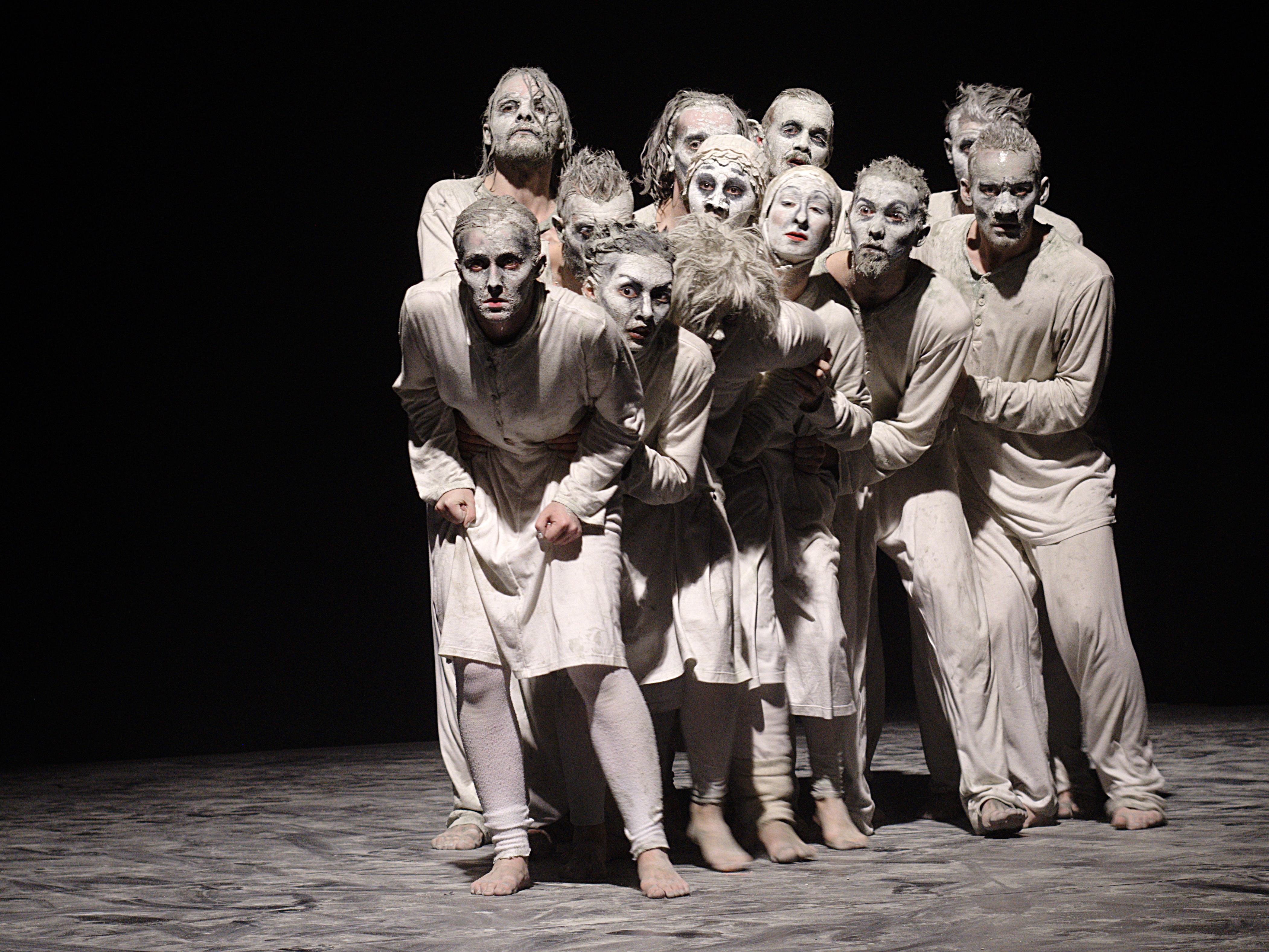
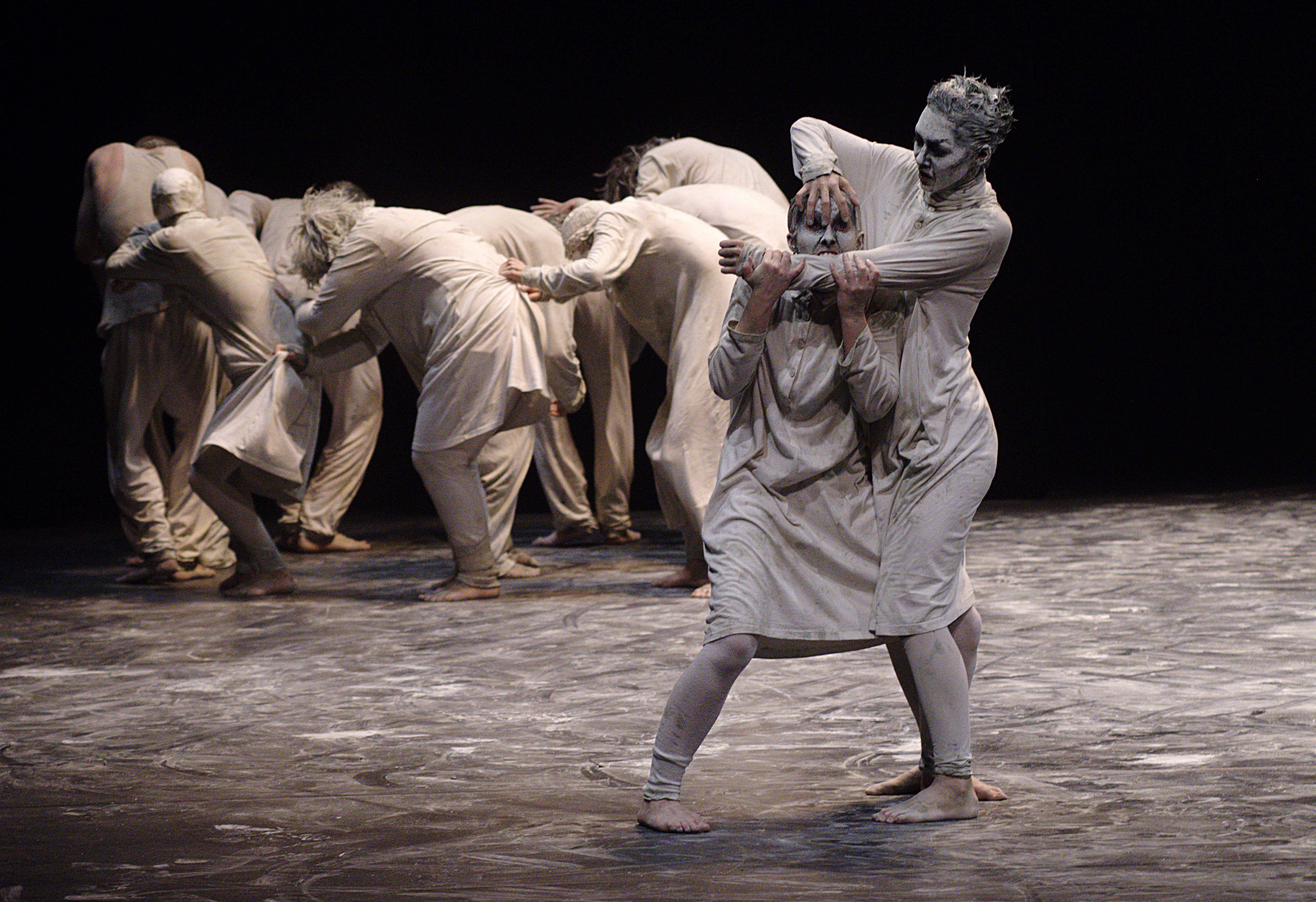

- Belgique : Charleroi[9]